# Rumian Howsepian
Rumian Howsepian (orm. Ռումյան Հովսեփյան, ur. 13 listopada 1991 w Erywaniu) – ormiański piłkarz grający na pozycji defensywnego pomocnika.

## Kariera klubowa
Swoją karierę piłkarską Howsepian rozpoczął w klubie Patani FC. Następnie w 2008 roku podjął treningi w Piuniku Erywań. W latach 2009–2010 grał w rezerwach tego klubu w drugiej lidze. W połowie 2010 roku przeszedł do Impulsu Diliżan. W ormiańskiej ekstraklasie zadebiutował 5 czerwca 2010 w przegranym 0:3 wyjazdowym meczu z Piunikiem Erywań. W kwietniu 2012 wystąpił z Impulsem w przegranym 0:1 finale Pucharu Armenii z Szirakiem Giumri.
W 2013 roku Howsepian przeszedł do Bananca Erywań. Swój debiut w nim zaliczył 25 sierpnia 2013 w przegranym 1:2 wyjazdowym meczu z Szirakiem Giumri. W sezonie 2013/2014 wywalczył z Banancem swój pierwszy w karierze tytuł mistrza Armenii. 27 sierpnia 2014 podpisał kontrakt z ukraińskim Metałurhiem Donieck. 22 czerwca 2015 powrócił do Piunika Erywań. 2 września 2015 został piłkarzem Stali Dnieprodzierżyńsk. W lutym 2016 przeniósł się do Sziraka Giumri.
| Sezon   | Klub            | Kraj    | Rozgrywki        | Mecze | Bramki |
| ------- | --------------- | ------- | ---------------- | ----- | ------ |
| 2009    | Piunik-2 Erywań | Armenia | Araczin chumb    | ?     | ?      |
| 2010    | Piunik-2 Erywań | Armenia | Araczin chumb    | ?     | ?      |
| 2010    | Impuls Diliżan  | Armenia | Barcragujn chumb | 1     | 0      |
| 2011    | Impuls Diliżan  | Armenia | Barcragujn chumb | 13    | 0      |
| 2012/13 | Impuls Diliżan  | Armenia | Barcragujn chumb | 40    | 6      |
| 2013/14 | Bananc Erywań   | Armenia | Barcragujn chumb | 26    | 5      |

## Kariera reprezentacyjna
W reprezentacji Armenii Howsepian zadebiutował 27 maja 2014 w wygranym 4:3 towarzyskim meczu ze Zjednoczonymi Emiratami Arabskimi, rozegranym w Carouge. W 71. minucie tego meczu strzelił gola.